# The Mountain Eagle
The Mountain Eagle är en brittisk dramafilm från 1926 i regi av Alfred Hitchcock. Filmen fick ett dåligt mottagande och kritiserades för sin brist på realism, Hitchcock själv var lättad över att filmen gick förlorad. Filmen räknas ännu som förlorad, dock har ett antal stillbilder hittats under åren, varav några finns med i François Truffauts bok om Hitchcock. 

## Rollista
- Nita Naldi - Beatrice
- Malcolm Keen - John "Fear O' God" Fulton
- John F. Hamilton - Edward Pettigrew
- Bernhard Goetzke - J.P. Pettigrew
- Ferdinand Martini